# 荥阳之战 (前204年)
滎陽之戰發生於漢三年八月至九月（公元前204年），漢三年二月至六月劉邦與項羽在滎陽對峙相持，七月劉邦離開滎陽發兵魯縣時 ，項羽八月攻下滎陽，項羽的謀士范增病故在這一場著名的戰役中。
漢二年（前205年）五月，漢王劉邦在彭城大敗後逃至下邑跟呂澤會合，並且派人去沛縣找家人，最後找到了劉盈和魯元公主。劉邦派隨何勸說英布降漢（今安徽碭山）收集散亡的士卒，敗退到滎陽和曹參、灌嬰、靳歙、樊噲周邊平定叛亂，在滎陽駐紮。漢二年（前205年）六月回到關中水淹廢丘消滅章邯，蕭何徵發關中老弱、漢軍復振。楚軍因劉邦統率諸軍用秦騎士李必、駱甲及灌嬰等騎、在京索步騎軍阻擊打退項羽，項羽在軍事上處於優勢，使楚軍而無法西進。
漢二年九月劉邦分兵派韓信、曹參等人伐魏，漢二年十月劉邦派原常山王張耳收復趙國故地，韓信與張耳一同前往，陳兵井陘，劉邦亦親攻趙。漢將靳歙兵出河內，擊趙將賁郝於朝歌，破之。又隨劉邦進擊安陽以東，下七縣；別將攻趙軍，虜兩司馬，得趙軍二千四百餘人。接著劉邦對趙之邯鄲發起進攻，破趙軍，攻下邯鄲。漢將靳歙破趙軍於平陽，攻下鄴，這樣趙國悉平，劉邦與韓信在襄國會合，殺趙王歇。周勃、召歐等繼續平定恆山、鉅鹿、燕國，燕王臧荼降漢，韓信請劉邦封張耳為趙王，劉邦同意，韓信、張耳繼續平定趙國余寇，劉邦、靳歙、周勃、曹參等返回敖倉。此前英布被龍且、項聲打敗；漢二年十二月與隨何歸漢，此時英布正式歸降劉邦，同時龍且、項聲也回到了項羽身邊。漢三年一月至二月左右劉邦與黥布回到成皋駐守滎陽與項羽對峙。漢三年（公元前204年）二月至六月楚漢雙方在滎陽、成皋（今河南滎陽汜水鎮）。劉邦築通道以取敖倉（在成皋，為秦所建之糧倉）粟濟軍。這樣，楚漢雙方在此對峙了一年多。項羽屢次侵奪甬道，漢軍乏食，劉邦向項羽求和，請割滎陽以西為漢地，項羽不同意。當時為項羽出謀劃策的主要是亞父范增，陳平用計離間項、范，項羽果然中計懷疑范增，范增怒而辭歸，中道病死，項羽失去臂助。漢三年六月，韓信與張耳已經基本平定趙國的反抗，駐軍在修武，於是劉邦六月從滎陽出發，七月出成皋過平陰津渡黃河來到修武，任命韓信為相國，守趙地。並帶走一部分韓信的軍隊增援前線帶回一部分原先平定趙地的軍隊回滎陽前線。
漢三年七月（公元前204年）劉邦為解除滎陽相持的僵局，回到滎陽前線，離開滎陽攻打楚國的後方，命令靳歙擊斷楚軍從滎陽至襄邑的糧道，命令灌嬰擊斷了楚軍從陽武至襄邑的糧道，離開滎陽，並且率領唐厲在武城擊退項羽，攻打楚國後方的二號大本營魯縣，並留下御史大夫周苛，樅公、韓王信等人守滎陽，劉邦與灌嬰、靳歙、丁復等人攻打魯縣項冠的時候。漢三年八月，項羽猛攻滎陽，負責守滎陽的御史大夫周苛以魏豹是反覆之人，難與共守城，殺了魏豹。隨後項羽便攻破了滎陽，殺了御史大夫周苛、樅公，俘虜了韓王信，九月，又攻下了成皋。
劉邦得知滎陽已失守，便命令靳歙等攻打楚國的後方，後來靳歙攻下繒、郯、下邳、蘄、竹邑，幾乎包圍彭城，同時劉邦自己與灌嬰回前線，劉邦去洛陽抵擋楚軍的攻勢，但楚軍勢頭正盛，漢軍兵力不夠，劉邦再令灌嬰返回邯鄲，帶走了一部分韓信的軍隊來支援前線，在燕縣打敗楚將王武，在白馬津打敗楚將桓嬰，渡過白馬津，至河內，南渡黃河回到洛陽。此時項羽攻下了成皋，進軍至鞏縣，漢軍與楚軍在洛陽東邊的鞏縣交戰，楚軍戰敗，把項羽抵擋在洛陽附近的鞏縣不能西進，劉邦穩定洛陽的局勢後，回到小修武，原御史大夫周苛已被項羽所殺，使灌嬰接任御史大夫之職，令灌嬰堅守敖倉，楚軍退至成皋，據險堅守，漢軍攻之不下，一時無法奪回成皋。劉邦產生了放棄攻打成皋，退守鞏縣與洛陽的念頭，酈食其勸劉邦不要退卻，向劉邦說明敖倉的重要性，因為放棄成皋與滎陽意味著放棄敖倉。酈食其說：「楚人拔滎陽，不堅守敖倉，乃引而東，令適卒分守成皋」，因為此時靳歙、丁復、傅寬等正在掃蕩楚國的後方，項羽不得不分兵攻打他們解後方之急，因此不能全力守成皋與敖倉，務必奪回成皋與滎陽，並堅守敖倉，取得戰略上的優勢，向諸侯昭示天下形勢，並自請出使齊國，勸說齊王降漢，劉邦接受酈食其的建議，讓他出使齊國勸說齊王降漢。